# Турсагалинский сельсовет
Турсагалинский сельсове́т — упразднённое в 2008 году административно-территориальная единица и сельское поселение (тип муниципального образования) в составе Аургазинского района. Объединен с сельским поселением Семенкинский сельсовет. Почтовый индекс — 453493. Код ОКАТО — 80205000000. 

## Состав сельсовета
село Шланлы — административный центр, деревни Абдуллино, Алексеевка, Березовка, Шеверли, Юлдашево. В 1981 году ликвидирован п. Канаш согласно Указу Президиума ВС Башкирской АССР от 14.09.1981 N 6-2/327 «Об исключении некоторых населенных пунктов из учетных данных по административно-территориальному делению Башкирской АССР».

## История
Закон Республики Башкортостан от 19.11.2008 N 49-з «Об изменениях в административно-территориальном устройстве Республики Башкортостан в связи с объединением отдельных сельсоветов и передачей населённых пунктов», ст.1 5) по Аургазинскому району б) гласил:

 "Внести следующие изменения в административно-территориальное устройство Республики Башкортостан:
 б) объединить Семенкинский и Турсагалинский сельсоветы с сохранением наименования «Семенкинский» с административным центром в селе Семенкино.
Включить село Шланлы, деревни Абдуллино, Алексеевка, Берёзовка, Шеверли, Юлдашево Турсагалинского сельсовета в состав Семенкинского сельсовета.

Утвердить границы Семенкинского сельсовета согласно представленной схематической карте.

Исключить из учётных данных Турсагалинский сельсовет

## Географическое положение
На 2008 год граничил с муниципальными образованиями: Михайловский сельсовет, Таштамакский сельсовет, Наумкинский сельсовет, Семенкинский сельсовет («Закон Республики Башкортостан от 17.12.2004 N 126-з (ред. от 19.11.2008) „О границах, статусе и административных центрах муниципальных образований в Республике Башкортостан“»).
Генеральный план Турсагалинского сельского Совета Аургазинского района осуществлял Институт
«Башагропромпроект»